# Trichotilomanie

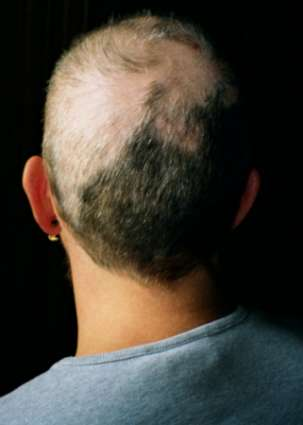
Člověk s trichotilomanií

Trichotilomanie je psychická porucha, při níž si pacienti sami vytrhávají (a v některých případech i jedí) vlasy. To vede k výraznému vypadávání vlasů, úzkostem nebo sociálnímu a praktickému poškození. Jméno choroby vytvořil francouzský dermatolog François Henri Hallopeau, pochází z řeckých slov Trich-(vlasy), till(en)-(tahat) a mánie („šílenství, běsnění“).
Trichotilomanie je klasifikována jako porucha sebeovládání a je často chronická a obtížně léčitelná. Nemoc se může vyskytovat u malých dětí, maximální nástup nemoci ale je mezi 9.–13. rokem. Může být spuštěna depresemi nebo stresem. S ohledem na sociální důsledky onemocnění je často tato porucha nehlášená a obtížně určitelná nemoc, proto je složité určit přesný počet výskytu. Jeho celoživotní výskyt se odhaduje na 0,6 % (celkově), stejně tak jako na 1,5 % (u mužů) a 3,4 % (u žen). Místa, kde se vlasy vytrhávájí, jsou pokožka na temeni, řasy, obočí, paže, ruce a ochlupení na ohanbí.